# John Dickson Carr
John Dickson Carr (30. listopadu 1906, Uniontown – 27. února 1977, Greenville) byl americký spisovatel. Věnoval se detektivnímu žánru. Ač Američanem, často je řazen mezi autory detektivek "britského střihu". Žil ostatně řadu let v Anglii (1933 až 1965), kde se i oženil, navíc většina jeho románů se tam odehrávala a jeho dva nejznámější fiktivní detektivové (Dr. Gideon Fell a Henry Merrivale) byli oba Angličané. K jeho specialitám patřila "záhada zamčeného pokoje". Jeho detektivka The Hollow Man (1935) byla v roce 1981 vybrána porotou složenou ze 17 autorů a kritiků jako nejlepší záhada zamčeného pokoje všech dob. Obsahuje i esejistickou pasáž o tématu, která bývá někdy publikována samostatně. Jeho nejznámější detektiv, obtloustlý Gideon Fell, měl zjevně reálný předobraz - spisovatele G. K. Chestertona, který byl Carrovým velkým vzorem. Sérii s druhým svým slavným detektivem Henry Merrivalem psal pod pseudonymem Carter Dickson. Za Merrivalův předobraz bývá označován Winston Churchill. Carr byl též průkopníkem historické detektivky (The Bride of Newgate aj.). Ve dvojici s Adrianem Conanem Doylem, nejmladším synem Arthura Conana Doyla, napsal několik příběhů o Sherlocku Holmesovi, které byly publikovány v roce 1954 ve sbírce The Exploits of Sherlock Holmes. Napsal také ceněnou biografii Život sira Arthura Conana Doyla (1949). Kingsley Amis napsal, že Carrův Dr. Fell je jedním ze tří důstojných nástupců Sherlocka Holmese (další dva jsou podle něj otec Brown a Nero Wolfe). Jeho román Tři rakve (The Three Coffins) vyhlásila Britská asociace detektivních autorů (Crime Writers' Association) v roce 1990 čtyřicátým nejlepším detektivním románem všech dob. Další Carrova detektivka  The Devil in Velvet se ve stejném žebříčku umístila na 50. místě.

### Česky vyšlo:
- Vražda po dešti, Práce 1948 (překlad František Mach)
- Kletba rodu Campbellů, Odeon 1970 (překlad: Eva Outratová)
- 3x záhady starého Londýna, Odeon 1979 (překlad: Helena Karezová, J. Z. Novák a František Jungwirth); obsahuje romány Ohni hoř, Démon odlivu a Tři rakve
- Klub masek: Vraždy v muzeu voskových figurín, Magnet-Press 1993 (překlad: Ludmila Pechová)
- Čtyři falešné zbraně, Brána 1997 (překlad: Růžena Loulová); série Henri Bencolin 5
- Třikrát prohnaný tlouštík Gideon Fell, Knižní klub 2000 (překlad: Eva Masnerová, Eva Outratová a Stanislav Pavlíček); obsahuje romány Prapodivný případ, Kletba rodu Campbellů a Svědkem je měsíc
- Případ smaragdového slona, Olympia 2001 (překlad: Eva Marxová-Rohanová); série Dr. Gideon Fell 5
- Císařova tabatěrka; Případ ustavičných sebevražd, Beta-Dobrovský & Ševčík 2002 (překlad: Květa Macáková a Hana Řeháková)
- Tři rakve, Euromedia Group 2007 (překlad: František Jungwirth); série Dr. Gideon Fell 6
- Ten, kdo šeptá, Volvox Globator 2017 (překlad: Libor Zezula); série Dr. Gideon Fell 16